# Potamogeton × griffithii
Potamogeton × griffithii là một loài thực vật có hoa lai ghép trong họ Potamogetonaceae. Loài này được A.Benn. miêu tả khoa học đầu tiên năm 1883.